# Siegbach
Siegbach è un comune tedesco di 2 518 abitanti situato nel land dell'Assia.